# Mi ex me tiene ganas
Mi ex me tiene ganas (O Meu Ex Deseja Me em Angola) é uma telenovela venezuelana exibida pela Venevisión em 2012.
Em Angola, foi exibido pela Zap Novelas e TPA1.

## Sinopse
Mi ex me tiene ganas é uma comédia romântica com uma dose de mistério. Uma proposta diferente que inclui romance, suspense, drama e comédia em uma única história. Três amigas, três histórias, três vidas, três exs e um único propósito: renascer das cinzas uma amor do passado.
Em uma cidade cosmopolita três amigas vivem: Pilar, Miranda e Soledad. Para Pilar, é inusitado que o ex-companheiro deixe de ser o babaca que ela amava, para se tornar um profissional de sucesso e de grande personalidade. A possibilidade de reviver o fogo das cinzas passou pela sua cabeça, mas isso seria uma boa ideia, considerando que seu ex havia interrompido o casamento? Miranda é uma modelo que reencontra o ex-marido. Agora casada com um homem milionário, Miranda sente falta da paixão desenfreada de seu ex. A tentação é muito forte, mas... Será que vale a pena? Soledad é uma mulher divorciada que reencontra um ex-amante que se tornou modelo de roupas íntimas masculinas. Um jovem que vem com a promessa de libertá-la da rotina. Um risco que vale a pena viver?
Essas três mulheres encontraram homens que as fizeram infelizes no passado, mas que agora aparecem como promessas de felicidade. A história de três amores recorrentes, de três casais que decidiram se dar uma segunda chance para ver se agora são capazes de superar os inconvenientes que no passado levaram a uma separação. A história de três amigas que pareciam ter resolvido suas vidas, até que uma delas se envolve em um estranho caso de desaparecimento.
Enquanto investigam o mistério que envolve esse fato, o curso de suas vidas muda porque seus ex-parceiros a interromperam para arrastá-los para um labirinto de sentimentos conflitantes. Três histórias de amor, comédia e suspense onde é preciso desvendar os propósitos de uma alma sombria que não permite que seu segredo mais profundo seja revelado.

## Elenco
- Daniela Alvarado - Pilar La Roca "Lalo"
- Norkys Batista - Miranda Atenas de Miller
- Lilibeth Morillo - Soledad Linares de Cordero
- Luciano D' Alessandro - Alonso Prada
- Guillermo García - Cornelio Mena
- Carlos Montilla - Kevin Miller
- Winston Vallenilla - Espartaco Sansegundo
- Miguel Ferrari - Jaime Cordero
- Jonathan Montenegro - Pablo Naranjo
- Eileen Abad - Karen Miller de Prada
- Amanda Gutiérrez - Dolores de La Roca
- Caridad Canelón - Felipa Franco
- Crisol Carabal - Amanda Atenas
- Hilda Abrahamz - Lucrecia Miller
- Gustavo Rodriguez - Valentin La Roca
- Rolando Padilla - Bautista Zorilla
- Carolina Perpetuo - Antonia París
- Miguel de León - Franco Rosas
- Mariaca Semprún - Talía Flores
- Sheryl Rubio - Stefany Miller
- Susej Vera - Rebeca Patiño "La Queca"
- Kerly Ruiz - Kristel Manzano
- Martin Brassesco - Gustavo Rivas
- Gabriel López - Germán Zorrilla Franco
- Saúl Marin - Jesús "El Negro" Muñoz
- Martha Track - Doris
- Andreina Carvó - Patricia Solorzano "La Pichi"
- Meisbel Rangel - Andrea La Roca
- Carla Garcia - Helena Cordero Linares
- Barbara Diaz - Georgina Cordero Linares
- Carlos Dos Santos - Enrique "Kike" Prada Miller
- Juan Bracho - Ángel Sansegundo Patiño/Ángel Miller Atenas/Christopher Rosas Paris

### Participações especiais
- Esther Orjuela - Zoraida Ortíz
- Rosalinda Serfaty - Claudia Casanova
- Juan Carlos García - Bruno Lincuestenin
- Javier Paredes - Alirio Lobo
- Alejo Felipe - Lorenzo Estrada
- Yugui Lopez - Shaman (Amigo de Antonia)
- Marisol Matheus - Esposa de Lorenzo Estrada
- María Fernanda Pita - Valery Estrada
- Luis Perdomo - Ele mesmo
- Flor Elena González - Margot Londoño
- Antonio Delli - José Armando Navas
- Eulalia Siso - Emma Colorado
- Daniel Rodríguez - Dr. Almeida
- Alexander Montilla - Siso
- Gustavo Silva - Francisco Hernandez
- Paula Woyzechowsky - Verónica Álvarado
- Ivette Dominguez - Vicky Aurora Patiño
- Margarita Hernández - Carlota Naranjo
- Dolores Heredia - Margarita Lobo
- Luis Moro - Juez Carlos Urbina
- Dora Mazzone - Petra Paris
- Julie Restifo - Clara Sotillo
- Liliana Rodriguez Morillo - Martha Skott
- César Bencid - Doctor Salinas
- Alejandro Mata -Gerson
- Edgar Serrano -Osuna
- Javier Vidal - Agustín Prada
- Josué Villaé -Santiago Estrada
- Elvis Gonzalez  - Juan
- Richard Orozco  - León Guzman
- Hendrick Bages - Josué
- Virginia Urdaneta - Jueza del fallo de Angelito
- Carmen Alicia Lara -Magdalena Peña
- Raquel Suárez -Bianca Prada Miller

## Exibição
- Venezuela: Venevisión (emissora original)
- Equador: TC Televisión
- Angola: Zap Novelas / TPA1
- Moçambique: ZAP Novelas
- Honduras: Canal 30
- Paraguai: Unicanal
- República Dominicana: Antena Latina
- Panamá: Telemix Internacional | Telemetro
- Turquia: Fox